# Episoriculus
Episoriculus es un género de musarañas de la familia de los sorícidos.

## Especies
- Episoriculus caudatus
- Episoriculus fumidus
- Episoriculus leucops
- Episoriculus macrurus

- Datos: Q2894104
- Multimedia: Episoriculus / Q2894104
- Especies: Episoriculus